# Maladie du flétrissement
Les maladies du flétrissement, ou flétrissures, sont des maladies qui affectent  le système vasculaire des plantes. Étudiées par la pathologie végétale, elles résultent d'attaques par divers agents pathogènes, tels que des champignons, des bactéries ou des nématodes, qui peuvent entraîner la mort rapide de plantes, de grandes branches, voire d'arbres entiers.
Les maladies du flétrissement chez les plantes ligneuses peuvent se répartir en deux grandes catégories selon qu'elles naissent dans les branches ou dans les racines.
À l'origine des premières se trouve le plus souvent l'action d'agents pathogènes qui agressent les feuilles ou l'écorce pour se nourrir, les secondes apparaissent dans les racines à la suite de blessures ou par entrée directe du pathogène dans le système racinaire, certaines se propagent d'une plante à l'autre par greffe racinaire.
Les agents pathogènes qui causent les maladies du flétrissement envahissent les tissus vasculaires de la plante et empêchent le transport de l'eau vers le feuillage dans le xylème, provoquant ainsi le flétrissement des tiges et des feuilles.

## Exemples de maladies du flétrissement

### Bactérioses

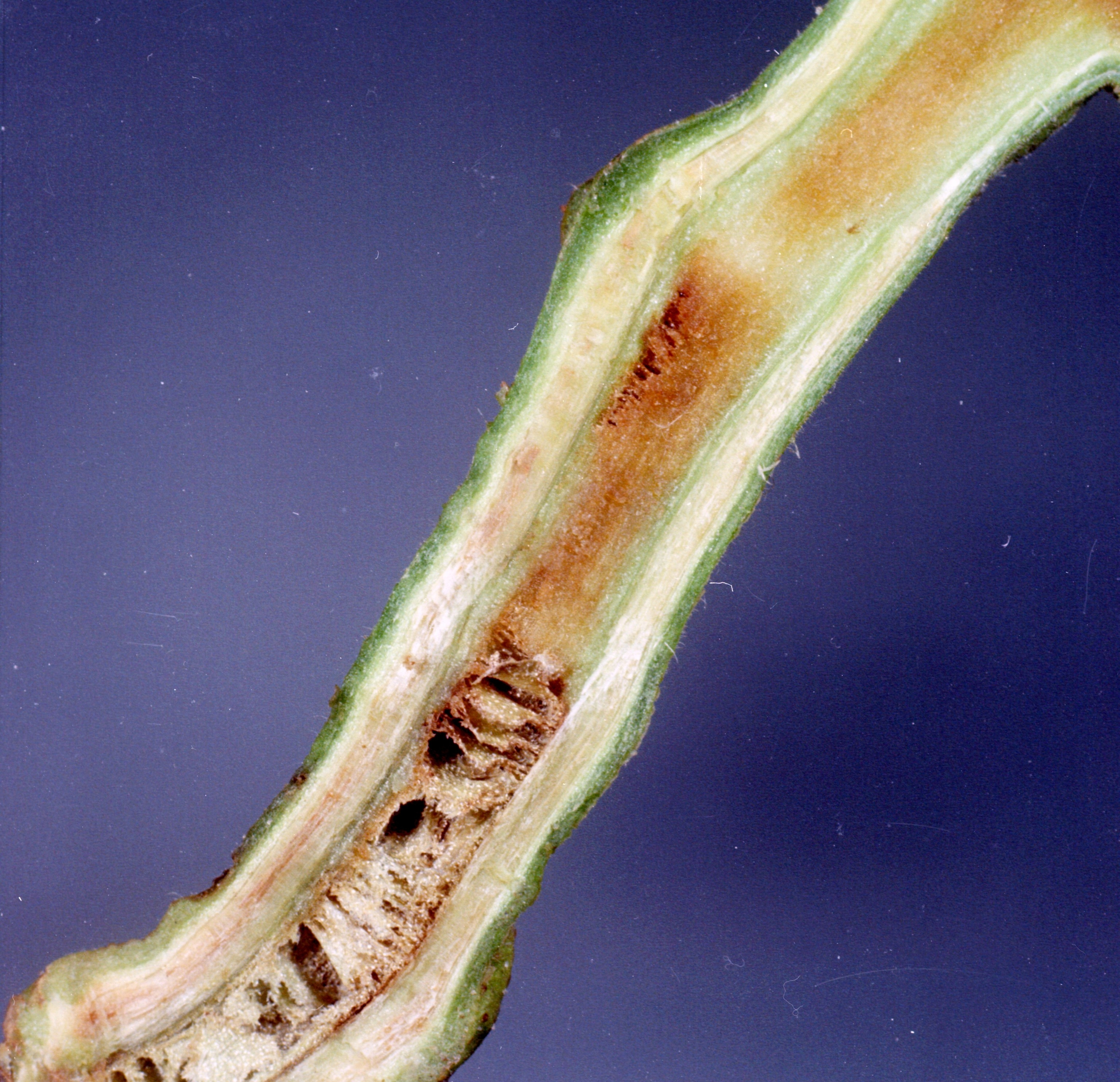
Symptômes de Ralstonia solanacearum sur tomate

Le flétrissement bactérien des courges, causé par la bactérie, Erwinia tracheiphila, affecte diverses Cucurbitaceae, dont le concombre, le potiron, la courge musquée, la gourde, etc.. Certaines variétés de concombres et de courges présentent divers degrés de résistance. Lorsqu'une plante est infectée, les  bactéries se répandent par les vaisseaux du xylème depuis la zone infectée jusqu'à la tige principale, et toute la plante se flétrit et meurt. Le flétrissement de feuilles isolées ou des plus petites tiges sont les premiers symptômes. Les plantes infectées peuvent aussi exsuder une sève blanc-crème lorsqu'elles sont coupées. Les bactéries survivent à l'hiver dans le tube digestif de la chrysomèle rayée du concombre et de la chrysomèle tachetée du concombre. Au printemps, quand les chrysomèles se nourrissent sur des plantes sensibles, les bactéries, présentes dans la matière fécale des insectes, pénètrent dans la plante par des blessures de l'épiderme. La présence d'un film d'eau facilite l'infection. Les bactéries qui se trouvent sur les pièces buccales des insectes peuvent aussi passer d'une plante à l'autre quand les chrysomèles se nourrissent sur une plante infectée.
Une autre bactérie, Ralstonia solanacearum (et les espèces apparentées) cause le flétrissement bactérien du bananier. 
La même bactérie est à l'origine de maladies du flétrissement chez la pomme de terre (Solanum tuberosum), la tomate (Solanum lycopersicum), l'aubergine (Solanum melongena), les géraniums (Pelargonium), le gingembre (Zingiber officinale), le tabac (Nicotiana tabacum), le poivron (Capsicum), l'olivier (Olea europea), etc.
La maladie de Stewart est provoqué par une bactérie, Pantoea stewartii, et affecte les plants de maïs, en particulier le maïs doux. C'est un problème pour la production de maïs doux dans le Nord-Est des États-Unis,.

### Maladies fongiques

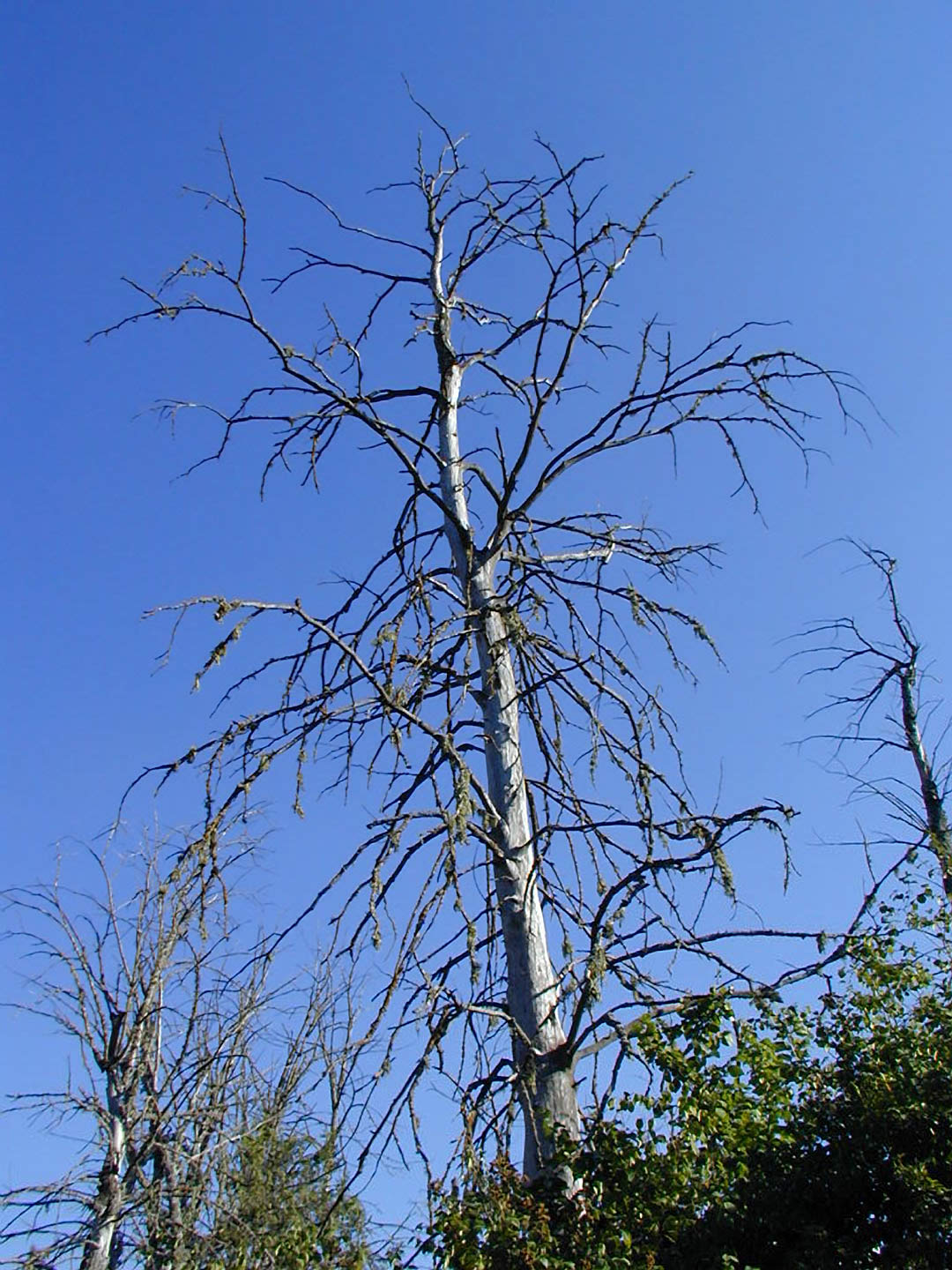
Un orme mort de la graphiose

La graphiose de l'orme, ou maladie hollandaise de l'orme, qui affecte diverses espèces d'ormes, est causée par un champignon, Ophiostoma ulmi, transmis par des scolytes (insectes xylophages).
Le flétrissement du mimosa est causé par un champignon, Fusarium oxysporum.
Le flétrissement du chêne est une maladie cryptogamique causée par Ceratocystis fagacearum, et qui est originaire de Russie orientale.
Cette maladie peut tuer un chêne plus ou moins rapidement car l'arbre réagit en bouchant son propre tissu cambial pour contrer l'expansion du champignon. Cette obturation empêche la distribution de l'eau et des nutriments au reste de la plante, et finit par la faire dépérir. Le chêne rouge est très sensible à cette maladie.
Le flétrissement du kaki attaque le plaqueminier, ou kaki, et est causé par un champignon, Acromonium diospyri.  Aux États-Unis, elle a presque éliminé les plaqueminiers du bassin central du Tennessee. Du fait de son caractère létal pour les plaqueminiers, on l'a proposé comme agent de lutte biologique pour éliminer les plaqueminiers indigènes non désirés.
Le flétrissement verticillien, ou « verticilliose », est une maladie cryptogamique qui affecte plus de 300 espèces de plantes eudicotylédones et qui est causée par deux espèces de champignons du genre Verticillium, V. dahliae et V. albo-atrum. Beaucoup d'espèces de plantes importantes sur le plan économique sont sensibles à cette maladie, dont le cotonnier, la tomate, la pomme de terre, l'aubergine, le piment, ainsi que de nombreuses plantes ornementales, et d'autres espèces croissant dans les populations végétales naturelles.

### Phytoplasmoses
La nécrose du phloème de l'orme, parfois appelée « jaunisse de l'orme », affecte les ormes et sévit en Amérique du Nord. Cette maladie, causée par un mycoplasme, est transmise par la cigale de l'orme (Scaphoideus luteolus van Duzee).

### Nématodes
Le flétrissement du pin est provoqué par un nématode indigène d'Amérique du Nord, Bursaphelenchus xylophilus. 
Là où il est indigène, il ne constitue pas un pathogène majeur des espèces indigènes de pins, mais en Amérique du Nord il provoque le flétrissement chez les quelques espèces non-indigènes de pins. Il a été introduit au Japon et en Chine, où il est devenu une maladie préoccupante pour le  pin rouge japonais (Pinus densiflora) et le pin noir (Pinus thunbergii). Plus de 46 millions de mètres cubes de bois ont été perdus dans le seul Japon sur une période de cinquante ans. Il est diffusé chez les conifères par des coléoptères du genre Monochamus. Chez les espèces de pins sensibles, les nématodes peuvent se reproduire rapidement dans l'aubier dans des conditions favorables, causant le dépérissement et la mort des arbres, parfois en quelques semaines. Les grumes produites en Amérique du Nord sont sujettes à des restrictions d'exportation à cause de ce nématode. Dans le Midwest américain, il a éliminé de nombreux pins écossais (Pinus sylvestris), et cet arbre apprécié n'y est plus recommandé par les paysagistes.